# Abtei Fontevraud

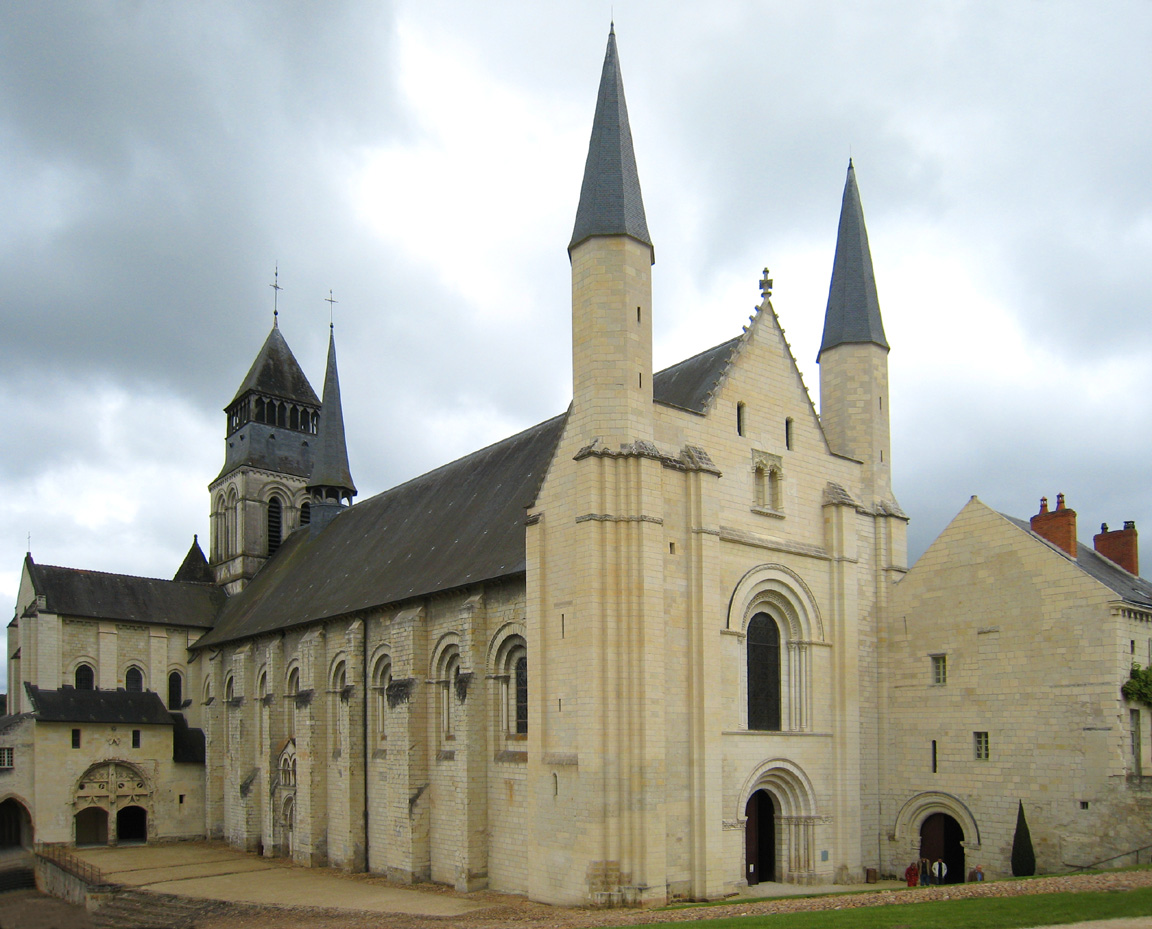
Abteikirche Fontevraud

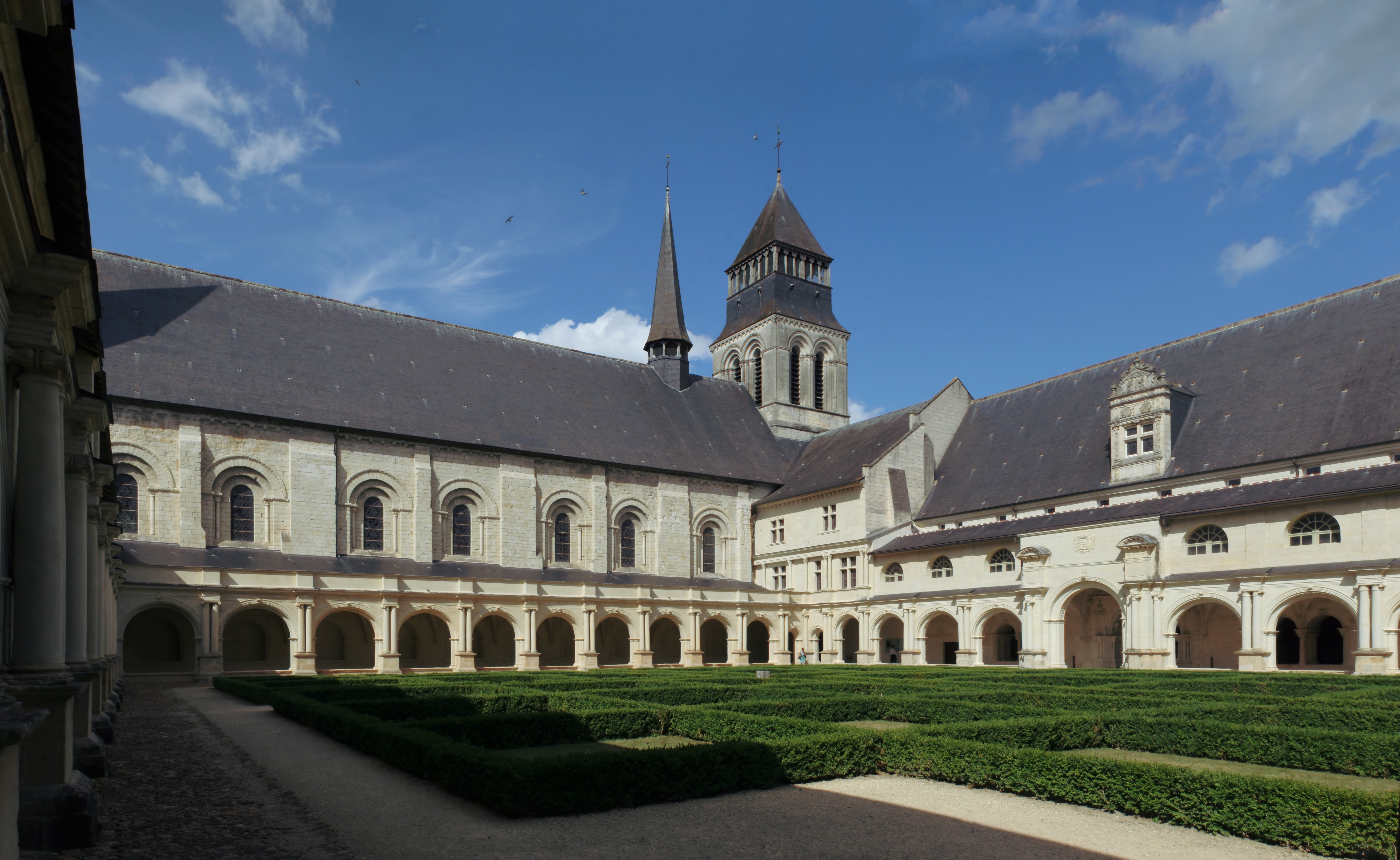
Die Abteikirche vom Kreuzgang aus gesehen

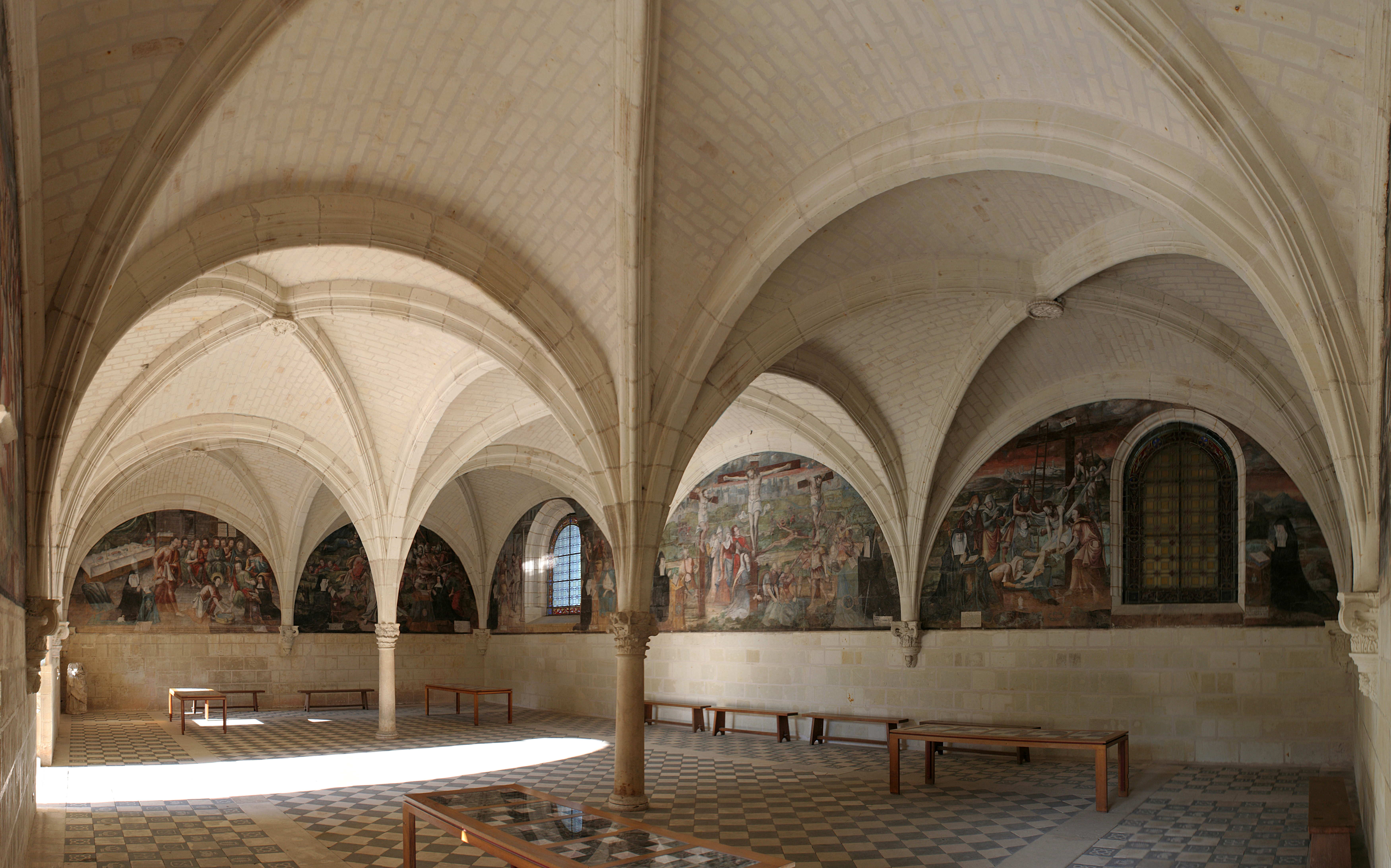
Kapitelsaal mit Fresken

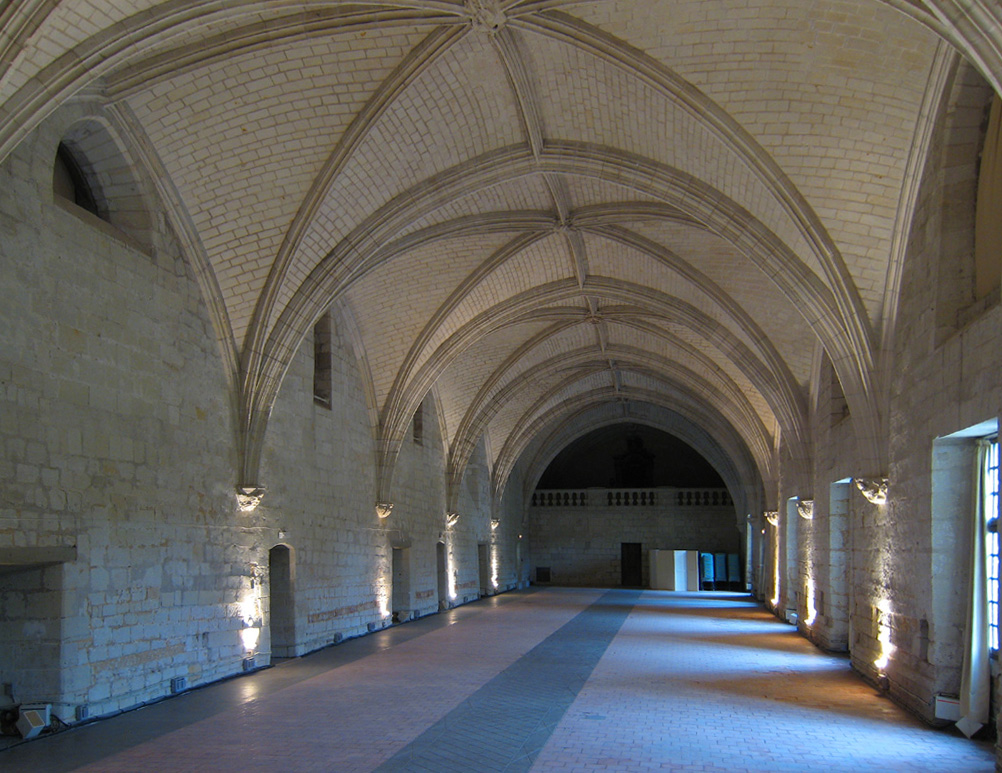
Das Refektorium

Die Abbaye royale Notre-Dame de Fontevraud (alte Schreibweise Fontevrault; lat. Abbatia Fontis-Ebraldi), eine königliche Abtei, war ein gemischtes Kloster, das um das Jahr 1100 von Robert von Arbrissel unter Mitwirkung der Hersendis von Champagne gegründet wurde. Sie liegt in der Gemeinde Fontevraud-l’Abbaye im Anjou in Frankreich, nahe den Städten Saumur und Chinon und ist Grablege der Plantagenets. Sie ist seit 1840 als Denkmal (Monument historique) klassifiziert.

## Kloster
Die Abtei von Fontevraud, auch unter dem Namen „Klosterstadt“ bekannt, gilt als größtes klösterliches Gebäude Europas. Das außergewöhnliche architektonische Gesamtwerk wurde auf einem Gelände von 14 Hektar erbaut.
Die Konzeption als gemischtes Kloster bestand zunächst unter Vorrangstellung der Frauen. Später existierten zwei getrennte Klöster nebeneinander, dann schließlich vier:
- „Le Grand-Moûtier“ war für die Chorschwestern, die sich ganz dem Gebet weihten, und für das Hospital „Saint Benoît“ bestimmt,
- „La Madeleine“ für die Laienschwestern, die sich ausschließlich der Abtei widmeten,
- „Saint-Lazare“ für die Nonnen, die Lepröse (Lepra-Kranke) pflegten und
- „Saint Jean de l’Habit“ für Männer, Brüder und Priester, die abseits des Frauenklosters lebten.

Während die Frauen sich innerhalb einer strengen Klausur ausschließlich dem Gebet widmen sollten, waren die notwendigen Arbeiten Sache der Männer; bei ihnen lebten Kleriker und Laien ohne Trennung zusammen. Robert von Arbrissel, der den Abtstitel ablehnte, stand zunächst der gesamten Gemeinschaft als Magister vor. Er ging stets barfuß und trug Kleider aus grobem Tuch. Die Gemeinschaft von Fontevraud erhielt gewaltigen Zulauf aus allen Volksschichten; vor allem aber suchten verstoßene Ehefrauen, Prostituierte und sogar Aussätzige Zuflucht bei Robert von Arbrissel. Von 1115 an und sieben Jahrhunderte lang sollten nun, dem Willen des Gründers entsprechend, an der Spitze des Ordens 36 Äbtissinnen aufeinander folgen. Die Abtei war exemt, also keinem Bischof, sondern unmittelbar dem Papst unterstellt.
Das Kloster hatte von Anfang an eine starke Verbindung zum Haus Plantagenet, den Grafen von Anjou: Sie förderten dieses Kloster besonders und bestimmten es zu ihrer königlichen Grablege. Eleonore von Aquitanien zog sich im Alter in dieses Kloster zurück und liegt auch dort begraben. Das Kloster beherbergt ebenfalls die Gräber ihres zweiten Mannes Heinrich II. von England, des gemeinsamen Sohnes Richard Löwenherz und der Ehefrau seines jüngsten Sohnes Johann Ohneland, Isabella von Angoulême.
Das Kloster wurde im Zuge der französischen Revolution aufgelöst. Nachdem im August 1792 die Auflösung und die Veräußerung des kirchlichen Gutes beschlossen worden war, verließ die letzte Äbtissin Julie-Gillette de Pardaillan d’Antin das Kloster am 25. September 1792.
Die ehemaligen Klostergebäude sind weitgehend erhalten, auch wenn sie durch die Jahrhunderte in veränderten Stilrichtungen neu erbaut wurden. Hervorzuheben sind das romanische Küchengebäude sowie der Kreuzgang im Stil der Renaissance aus dem Jahr 1522 mit dem Kapitelsaal und dem Refektorium.

## Abteikirche

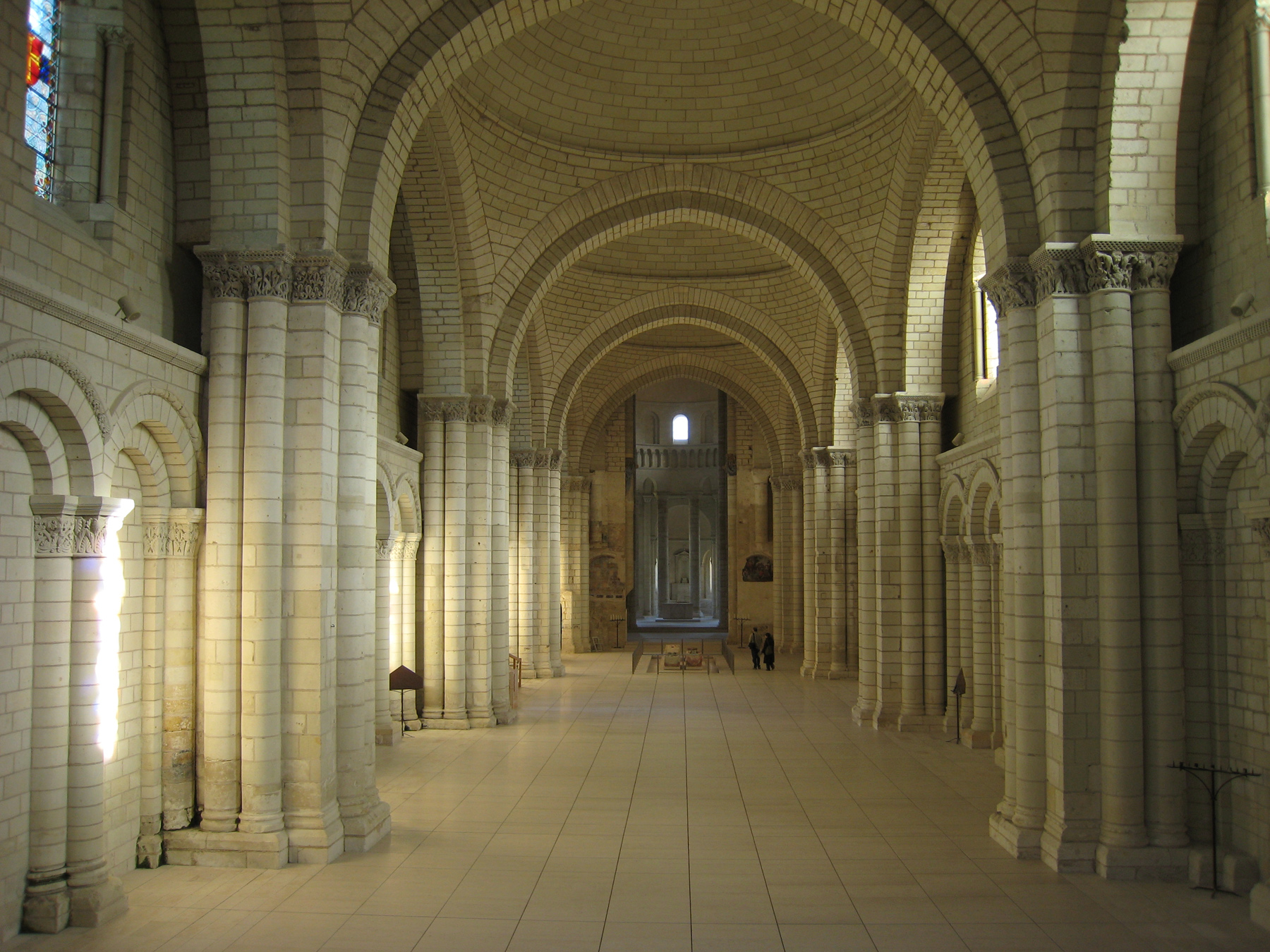
Langhaus: Decke aus Pendentifkuppeln, vor den Fenstern Laufgänge

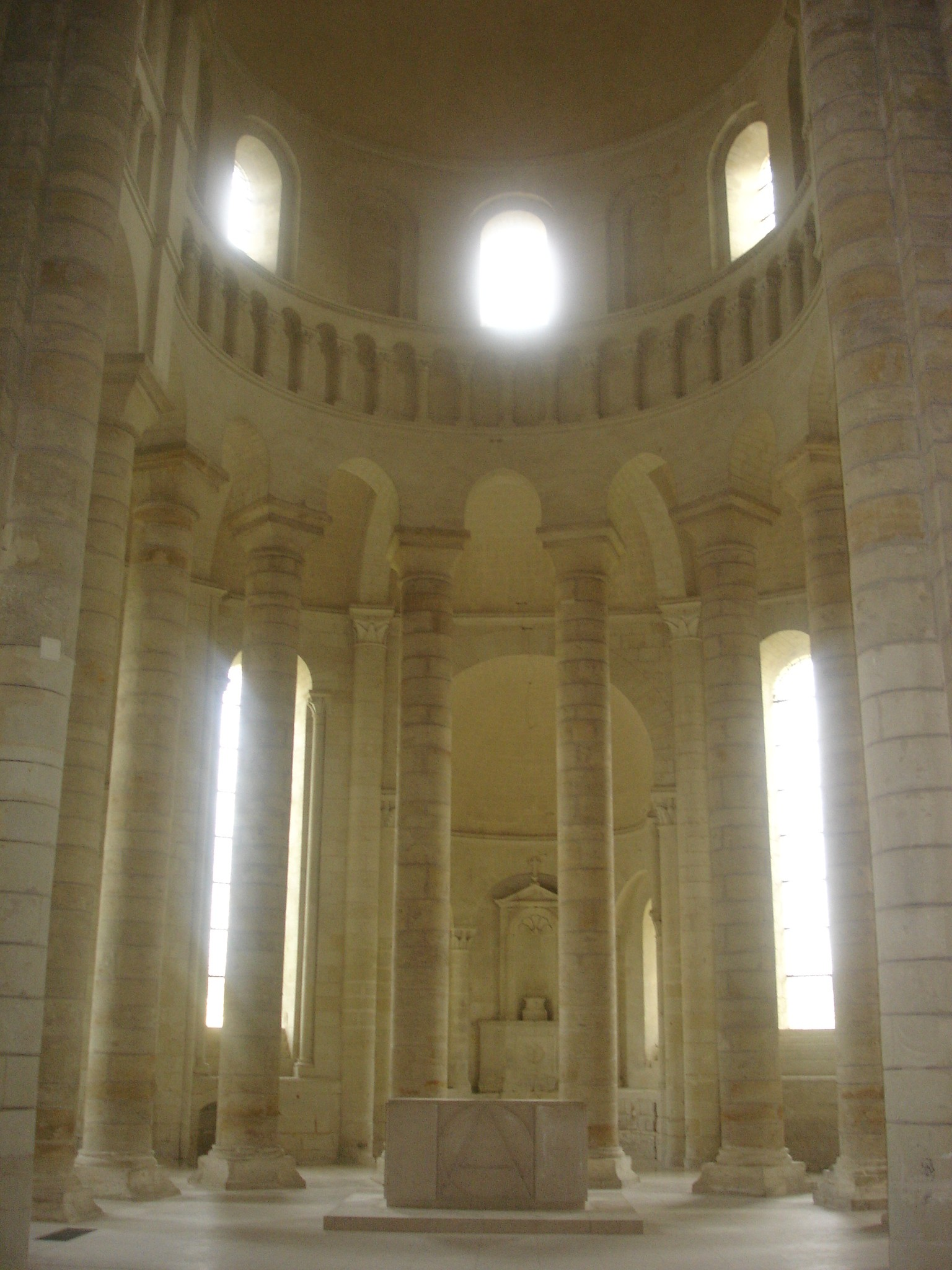
Basilikaler Umgangschor mit Triforium

Die Abteikirche besteht aus Chor, Langhaus, Kreuzschiff mit Vierungsturm und einer Westfassade mit zwei kleineren, nicht begehbaren Türmen. Im Zuge der Restaurierung der Außenmauern hat man die romanischen Steinmetzarbeiten, hauptsächlich bestehend aus Kapitellen und Friesen, an besonders stark verwitterten Stellen durch Neuanfertigungen im romanischen Stil ersetzt, ohne jedoch die alte Substanz vollkommen zu ersetzen.
Auch der heutige Zustand des Innenraumes ist das Ergebnis einer gründlichen Restaurierung. Bereits während der Französischen Revolution kam es zu Beschädigungen an dem Kirchengebäude. Unter Napoleon wurde das Kloster – wie auch der Mont-Saint-Michel – zu einem Gefängnis und blieb dies bis 1963. In die Kirche wurden ab 1821 vier Decken eingezogen und Werkstätten und Schlafsäle eingerichtet; diese Arbeiten führten zur Zerstörung der Kuppeln und der Vergrößerung der Glasfenster im Norden, was im Zuge der Restaurierung rückgängig gemacht wurde.
Abgesehen von den spitzbogigen Querhausfenstern gehört die Kirche der Romanik an. Der Chor wurde zwischen 1106 und 1117 unter der Leitung der Priorin Hersendis von Champagne erbaut, die Weihe nahm 1119 Papst Calixt II. vor. In seiner Schlichtheit ähnelt er romanischen Kirchen der Loiregegend. Er beherbergt das Kenotaph des Klostergründers Robert von Arbrissel, dessen asketischer Geist das Bauwerk prägte. Der Chor hat einen ähnlichen Säulenumgang wie derjenige von Notre Dame la Grande in Poitiers, aber eine ausgeprägtere vertikale Gliederung. Dort hat der Umgang ein angedeutetes Kreuzgratgewölbe mit Anschlüssen der Kapellen, und Tonne und Halbkuppel des Binnenchors beginnen nahe über der Arkade. In Fontrevaud liegt das Tonnengewölbe des Umgangs über den Scheiteln der Kapellenanschlüsse, und es hat Gurtbögen. Im Binnenchor gibt es oberhalb der Arkade ein Triforium und Obergaden.
Die Tonnengewölbe des Querhauses sind typisch für die Romanik Südwestfrankreichs.
Zu dem basilikalen Chor hätte eigentlich ein basilikales Langhaus gepasst. Stattdessen entschied man sich für ein einschiffiges Langhaus, errichtet ab 1125, mit einem Gewölbe aus vier Pendentifkuppeln. Diese Bauweise findet sich in Südwestfrankreich in mehreren Kirchen und wird auf byzantinische Vorbilder zurückgeführt. Als das Kirchenschiff 1160 vollendet wurde, war die Stilentwicklung schon weiter gegangen; die Kathedrale von Angers, errichtet ab 1148, hat bei ähnlichem Grundriss statt der ungegliederten Kuppeln schon domikale Rippengewölbe und gilt daher als der erste große Bau der Angevinischen Gotik.
Zum Abfangen des Seitenschubs sind die Wände zweischalig (hier nicht im Sinne von Wärmedämmung) aufgebaut; der Fensterwand sind Wandpfeiler vorgelagert, die von einem Laufgang durchbrochen werden. Diese Bauweise findet sich auch in romanischen Basiliken der Normandie und in zahlreichen frühgotischen Kirchen außerhalb Frankreichs. Jedem Wandpfeiler sind auf drei Seiten paarige Doppeldienste oder Halbsäulen vorgelegt. Diese Pfeilerform lässt sich als spezielle Variante des Kreuzpfeilers verstehen. Die Kapitelle gehören sowohl in der Wahl ihrer Themen als auch in ihrer Ausführung der Spätromanik des südwestlichen Frankreich an, zu finden beispielsweise in der Kathedrale von Angoulême, sowie St-Eutrope und der Abbaye aux Dames in Saintes.

## Grabplastiken

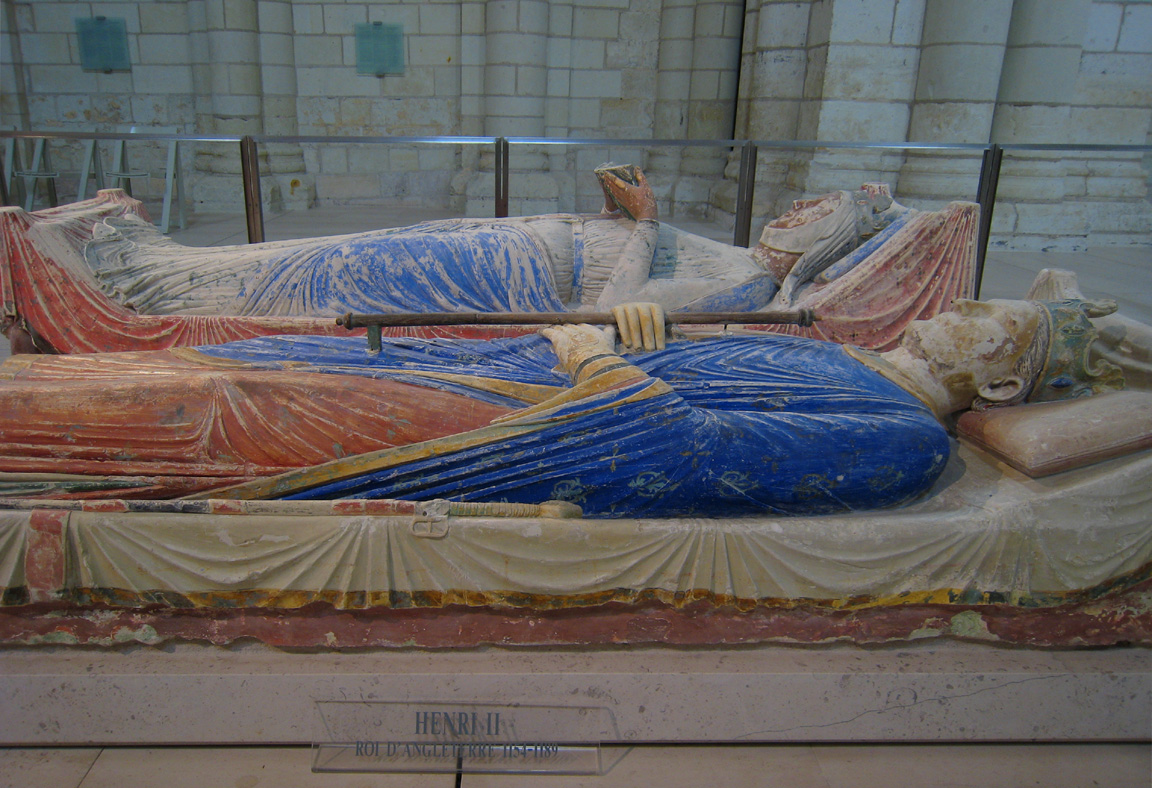
Grabmal von Eleonore von Aquitanien und Heinrich II. von England

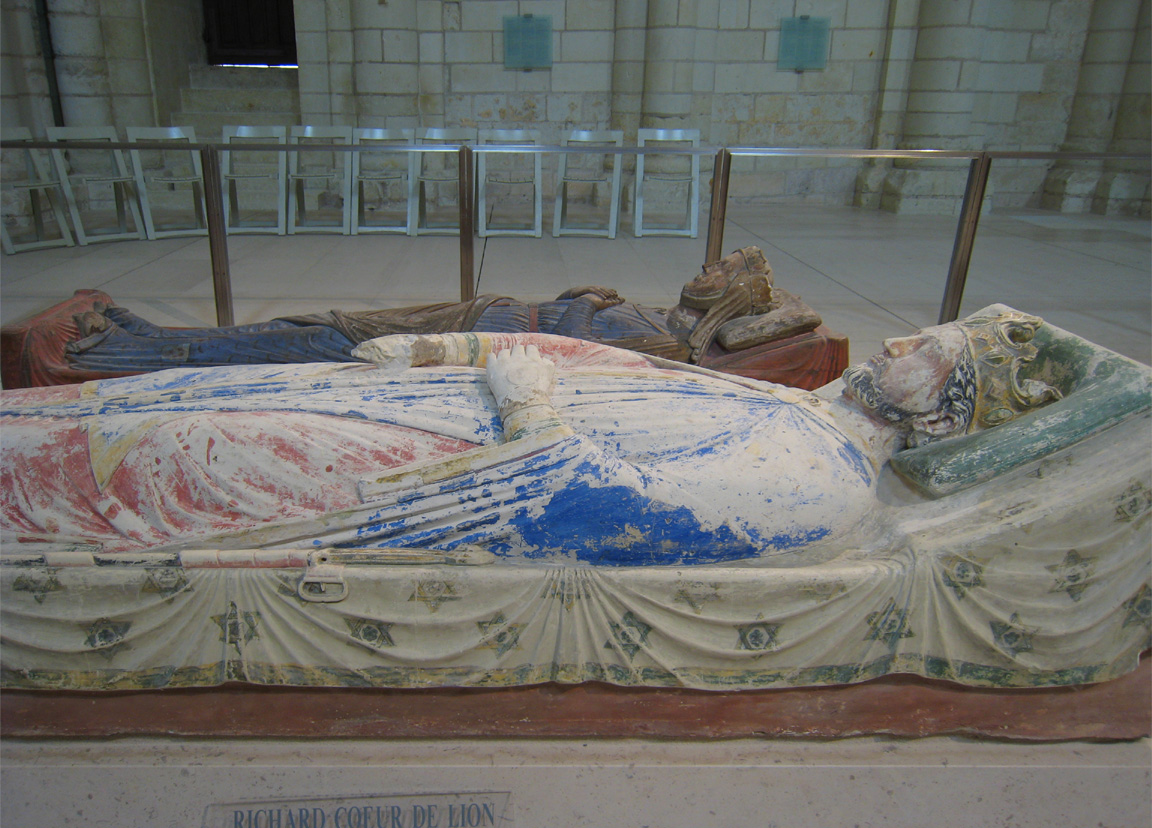
Grabmal von Isabel von Angoulême und Richard Löwenherz

An zentraler Stelle des Langhauses vor dem Eingang zum Chor liegen Heinrich II. von England und Eleonore von Aquitanien in der oberen Reihe, darunter Richard Löwenherz und Isabella von Angoulême, die Gemahlin von Johann Ohneland, deren Grabmal als einziges aus Holz geschnitzt wurde, begraben. Die anderen drei sind Plastiken aus Kalktuff, die ungefähr zu der Zeit gemeißelt wurden, als die Betreffenden gestorben sind, also zu Beginn des 13. Jahrhunderts (zwischen 1200 und 1256). Sie gehören mit zu den frühesten Grabplastiken, bei denen die Verstorbenen als Liegende, als Gisants dargestellt sind.
Diese Grablege des englischen Königshauses der Plantagenet gehört zu den bedeutendsten der europäischen Geschichte und steht in einer Linie mit der der salischen Kaiser in Speyer, der staufischen Könige in der Capella Palatina in Palermo, der französischen Könige in St. Denis und der anderen englischen Könige in Westminster Abbey.
Die Grabgestalten sind sämtlich in idealisierter Form dargestellt. So ist beispielsweise Eleonore von Aquitanien nicht als 82-jährige Greisin zum Lebensende dargestellt, sondern in der Blüte ihrer Jahre. Im Gegensatz zur weißen Kühle der Kirche sind die Grabstatuen immer noch in den originalen, intensiven Farben gehalten. Diese Farbigkeit hatten früher auch die Kircheninnenräume. Die Statuen sind überlebensgroß, ihre Urheber sind unbekannt. Deutlich ist versucht worden, den majestätischen Charakter der Figuren auch in ihren Grabstatuen zu erhalten. Sie sind gekrönt und liegen auf einem Schaubett, wie es den königlichen Begräbnisriten entspricht.
Die beiden Könige dieser Vierergruppe sind jeweils mit einer Tunika bekleidet und halten in ihren behandschuhten Händen ein Zepter, das Symbol der königlichen Macht; an ihrer Seite liegt ein Ritterschwert.
Eleonore von Aquitanien stellte man auch auf dem Todesbett als Lesende dar. Dies unterstreicht ihre legendäre Gelehrtheit.

## Romanische Küche

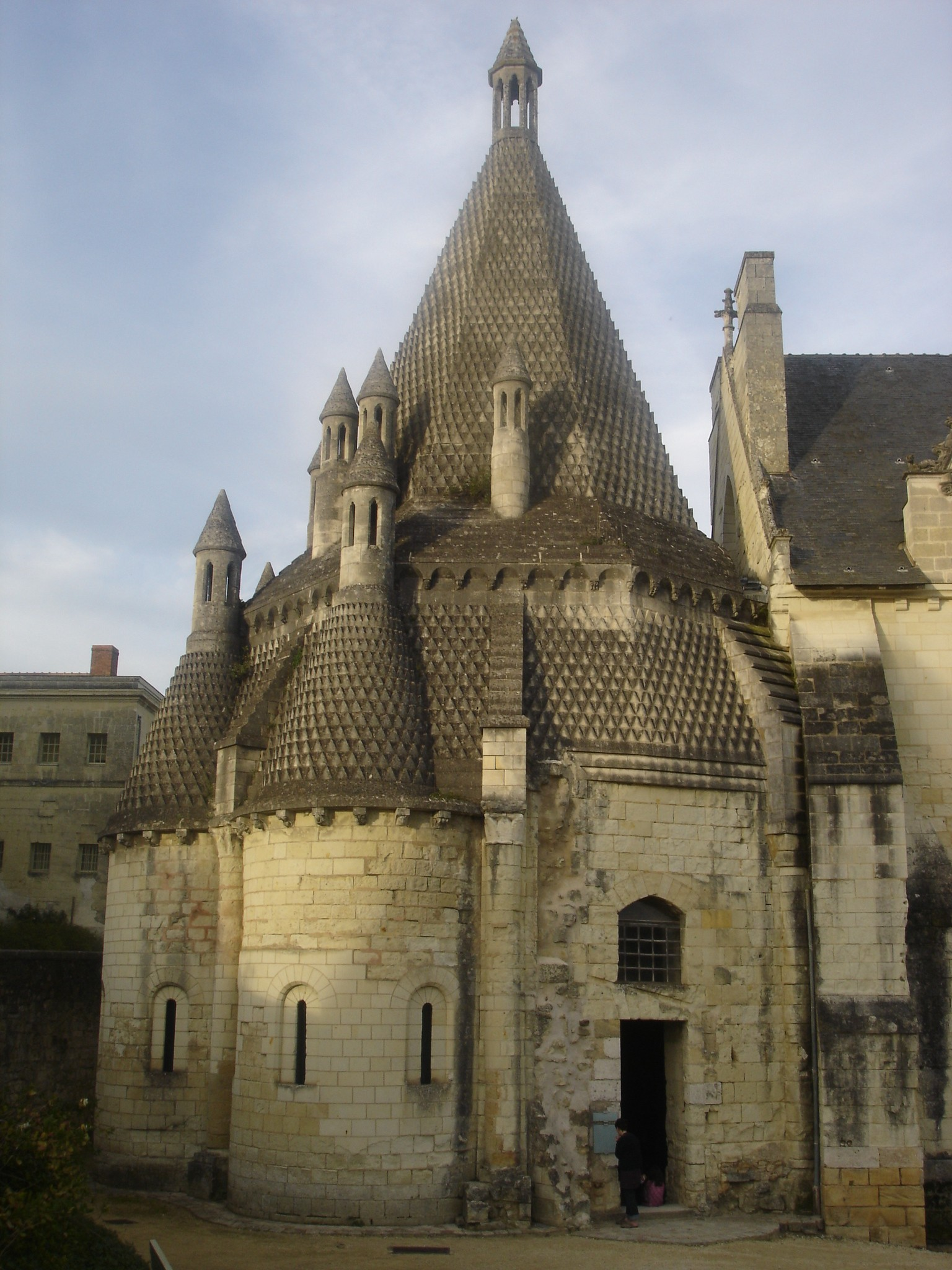
Das romanische Küchengebäude

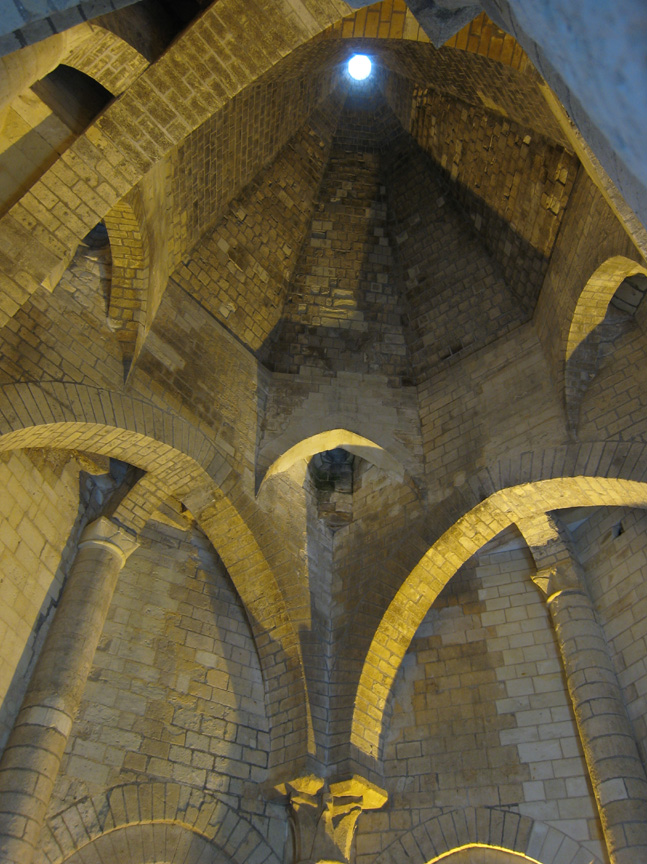
Schornsteindurchlässe in der Kuppel der Küche; das unterste Kapitell hat die Form einer Krone

Als seltene Ausnahme ist in Fontevraud noch das Küchengebäude im romanischen Stil erhalten geblieben. Der Grundriss des Baues ist ein Achteck – wie bei den Baptisterien – und durch eine raffinierte Verschachtelung von geometrischen Figuren ist auch das Gewölbe der Küche achtseitig geworden. Nicht nur aus Gründen des Feuerschutzes hat man eine Küche aus Stein erbaut, sondern auch aus Gründen der Repräsentation. Die gleich hinter dem Refektorium gelegene Küche unterstrich mit ihren Kapitellen in Form von Kronen den Rang des ganzen Klosters als königliche Abtei.
Durch die Verschachtelung des Bauwerkes bilden sich Nischen in den Wänden, die als Feuerstellen Verwendung fanden. Der Blick direkt in das ungewöhnliche und hohe Gewölbe zeigt für eine Küche eine ziemlich komplizierte Konstruktion. Sogar in diesem scheinbar reinen Zweckbau hat man nicht nur auf saubere Verarbeitung, sondern auch auf Zahlensymbolik geachtet. In den hohen Gewölben befinden sich Abzüge für den Rauch der Feuerstellen sowie für die Wrasen der zubereiteten Speisen. Das Dach ist ganz im Stil der angevinischen Romanik in Stein gemauert und wie ein Pinienzapfen geformt.

## Äbtissinnen von Fontevrault
- Hersendis von Champagne (erste Priorin) 1100 bis 1. Dezember 1114
- Petronilla von Chemillé (erste Äbtissin) 18. Oktober 1115 bis 1150
- 1150–1154: Mathilde I. von Anjou († 1154), Witwe von William Ætheling, Tochter des Grafen Fulko V. von Anjou, Tante des englischen Königs Heinrich II.
- 1155–1180: Audeburge de Haute-Bruyère
- 1180–1189: Gilles/Gillette
- 1189–1194: Mathilde II. von Flandern, Tochter von Dietrich von Elsass, Graf von Flandern (Haus Châtenois)
- 1194–1207: Mathilde III. von Böhmen
- 1207–1208: Marie I. von Champagne (de Bourgogne)
- 1208–1209: Ala/Alix von Bourbon
- 1209–1218: Adele von Bretagne
- 1218–1228: Bertha
- 1228–1244: Adelheid (Adélaide) von Blois, Tochter des Theobald V. des Guten (Thibaut V. le Bon), Graf von Blois (Haus Blois)
- 1244–1265: Mabile de la Ferté (oder de Blois)
- 1265–1276: Jeanne de Dreux (de Brenne)
- 1276–1284: Isabeau I. Davoir
- 1284–1304: Marguerite I. de Pocey
- 1304–1342: Eleonore von Bretagne, † 1342, Tochter des Herzogs Johann II. von Bretagne (Haus Frankreich-Dreux)
- 1342–1349: Isabella von Valois, † 11. November 1349, Tochter von Karl I. Graf von Valois
- 1349–1353: Théophanie de Chambon
- 1353–1373: Jeanne de Mangey
- 1373: Adélaïde de Ventadour
- 1373–1393: Eléonore (Aliénor) II. de Parthenay
- 1393–1431: Blanche d’Harcourt
- 1431–1451: Marie II. d’Harcourt
- 1433–1434: Marguerite de Montmorency, † 1434 (siehe Stammliste der Montmorency)
- 1451–1457: Marie III. de Beaussault, † 1461 (siehe Stammliste der Montmorency)
- 1457–1475: Marie IV. de Bretagne
- 1477–1491: Anna von Orléans, † 1491, Tochter des Herzogs Karl von Orléans
- 1491–1534: Renée de Bourbon, † 1534, Tochter von Jean VIII. de Bourbon, comte de Vendôme und Isabelle de Beauvau
- 1534–1575: Louise de Bourbon
- 1575–1611: Eléonore de Bourbon
- 1611–1637: Louise de Bourbon-Lavedan
- 1637–1670: Jeanne-Baptiste de Bourbon, * 22. Februar 1608, † 16. Januar 1670, illegitime Tochter von Heinrich IV. (Frankreich)
- 1670–1704: Gabrielle de Rochechouart-Mortemart (Haus Rochechouart), eine Schwester der zeitweilig bei dem Kloster lebenden Françoise-Athénaïs de Rochechouart-Mortemart, Marquise de Montespan[1]
- 1704–1742: Louise-Françoise de Rochechouart, deren Nichte (Haus Rochechouart)
- 1742–1753: Louise-Claire de Montmorin de Saint-Hérem
- 1753–1765: Marie-Louise de Thimbrune de Valence
- 1765–1792: Julie-Gillette de Pardaillan d’Antin